# Universiteit van Zuid-Afrika
De Universiteit van Suid-Afrika (Engels: University of South Africa) is een publieke universiteit met afstandsonderwijs, wiens zetel in Pretoria is gevestigd. Met ongeveer 200.000 ingeschreven studenten, behoort de universiteit tot 's werelds mega-universiteiten.

## Geschiedenis
Gesticht in 1873 als de Universiteit van Kaap de Goede Hoop zou de in 1916 tot Universiteit van Suid-Afrika (of UNISA zoals ze meestal wordt genoemd) omgedoopte universiteit gedurende haar vroegste periode dienen als examinatiecentrum voor de Oxford University en Cambridge University en als een incubator waaruit de meeste andere universiteiten in Zuid-Afrika ontsproten. In 1946 werd - onder impuls van professor A.J.H. van der Walt - een nieuwe rol toegekend aan de universiteit als afstandsonderwijsuniversiteit en anno 2008 biedt het lessen aan met certificaten, diploma's en graden aan gaande tot doctoraatsniveau.
Het was voornamelijk omwille van haar afstandsonderwijs, dat het tijdens de apartheid interraciaal kon blijven.
In januari 2004 ging UNISA samen met Technikon SA en incorporeerde de afdeling voor afstandsonderwijs van de Vista University (VUDEC). De samengesmolten instelling draagt nog steeds de naam Universiteit van Suid-Afrika (UNISA). Het is sinds 2004 per college en school georganiseerd (cf. infra).

## De Universiteit

### Locatie
- Hoofdcampus: Pretoria (Gauteng)

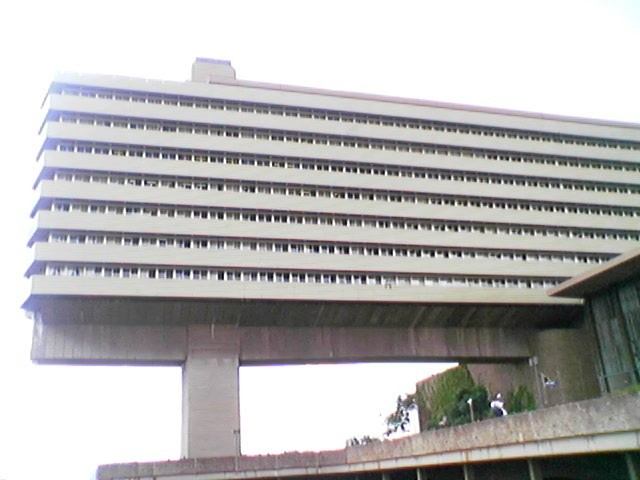
De voorkant van het Theo van Wijk-gebouw op de hoofdcampus van UNISA.

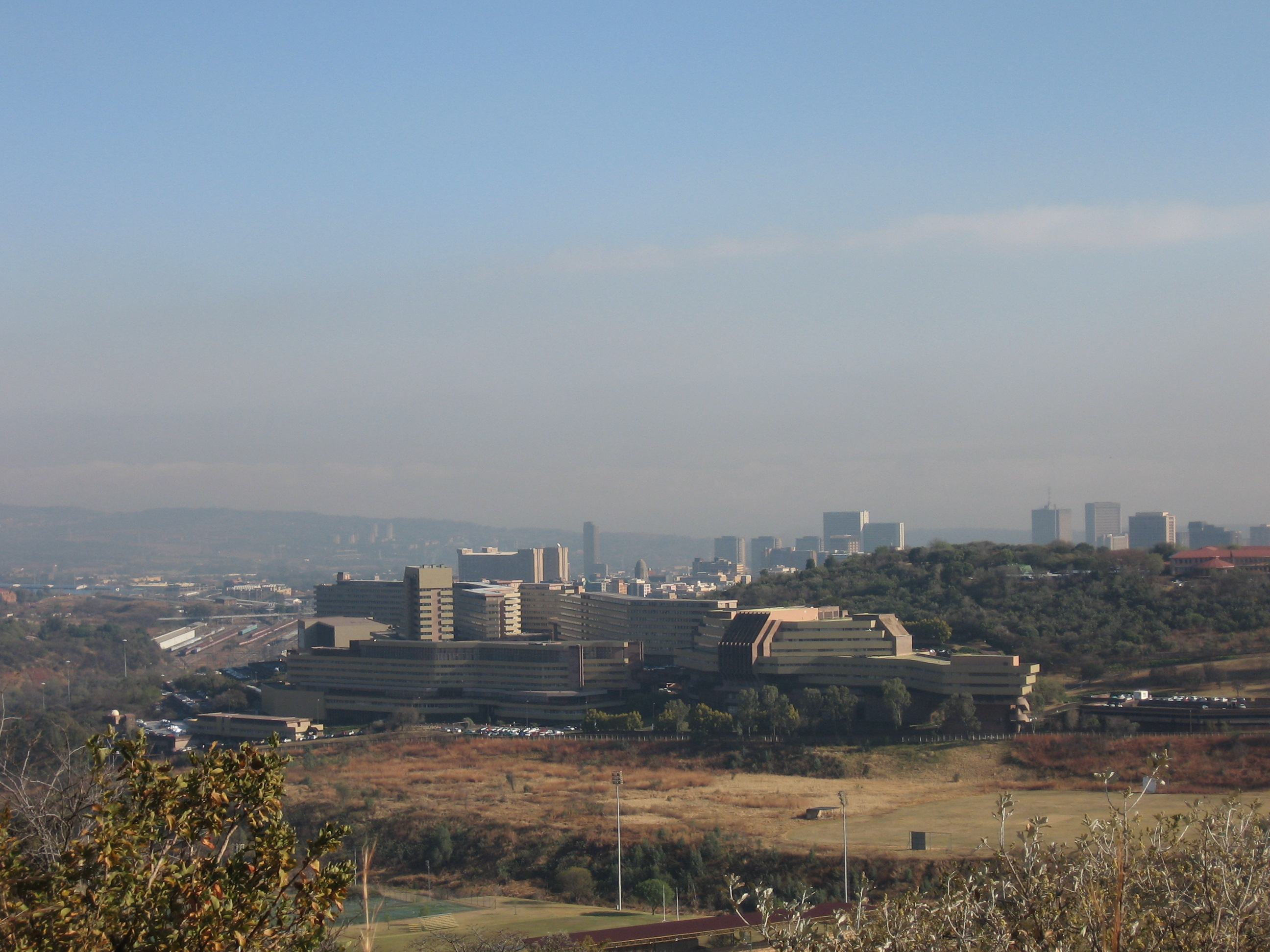
UNISA's hoofdcampus in Pretoria.

- Provinciale centra: Florida (Gauteng), Durban (KwaZulu-Natal), Kaapstad (West-Kaap), Polokwane (Limpopo), Nelspruit (Mpumalanga), Mafikeng (Noordwest), Kimberley (Noord-Kaap), Port Elizabeth (Oost-Kaap), Bloemfontein (Vrijstaat).

### Studenten en onderwijsstaf
De universiteit telt ongeveer 200.000 studenten in Zuid-Afrika en daarbuiten. Unisa heeft momenteel een onderwijsstaf van net meer dan 4.000 mensen die zorgen voor de onderwijs- en administratieve ondersteuning van studenten in Zuid-Afrika en elders in de wereld.

### Colleges
De universiteit telt zes colleges:
- College of Economic and Management Sciences[4]
- College of Human Sciences[5]
- College of Law[6]
- College of Science, Engineering and Technology[7]
- College of Agricultural & Environmental Sciences[8]
- Graduate School of Business Leadership (SBL)[9]

### Andere instellingen
- Centre for African Renaissance Studies[10]